# يونزين (ناغاساكي)
مدينة يونزين (بالإنجليزية: Unzen)‏ هي أحد المدن التابعة لمحافظة ناغاساكي. تأسست رسميًا في 11/10/2005. ويقدر عدد سكانها بـ 48701 نسمة حسب تقدير مكتب الإحصاء الياباني لعام 2012. تبلغ مساحة يونزين 206.92 كم2. بكثافة سكانية تبلغ 235 نسمة/كم2.

## أعلام
- هيساشي ميازاكي
- هيكارو ماتسوناغا